# Estrées-Saint-Denis
Estrées-Saint-Denis é uma comuna francesa na região administrativa de Altos da França, no departamento de Oise. Estende-se por uma área de 8,08 km². Em 2010 a comuna tinha 3 803 habitantes (densidade: 470,7 hab./km²).